# 素数の間隔

16億までの素数の間隔の度数分布。ピークは6の倍数で生じている。

素数の間隔（そすうのかんかく、prime gap）は、連続する2つの素数の差。gn もしくは g(pn) で表される n 番目の素数の間隔は、n + 1 番目の素数と n 番目の素数の差である。すなわち
{\displaystyle g_{n}=p_{n+1}-p_{n}}
g1 = 1, g2 = g3 = 2, g4 = 4 である。素数の間隔の列は広く研究されてきたが、多くの疑問や仮説が残っている。
初めから60個の素数の間隔は
1, 2, 2, 4, 2, 4, 2, 4, 6, 2, 6, 4, 2, 4, 6, 6, 2, 6, 4, 2, 6, 4, 6, 8, 4, 2, 4, 2, 4, 14, 4, 6, 2, 10, 2, 6, 6, 4, 6, 6, 2, 10, 2, 4, 2, 12, 12, 4, 2, 4, 6, 2, 10, 6, 6, 6, 2, 6, 4, 2, …
gn の定義により、全ての素数は次のように書ける。
{\displaystyle p_{n+1}=2+\sum _{i=1}^{n}g_{i}}

## 簡単な観察
最初の間隔は1 (=3-2) であり、2を除く素数がすべて奇数であることから、1は唯一かつ最小の間隔である。以降の間隔はすべて2以上の偶数となるが、値 2 の間隔が連続しているのは素数 3, 5, 7 の間の間隔である g2 と g3 の1組だけである。
任意の整数 n に対して、n の階乗（n を含む n までの全ての正の整数の積）を用いると、数列
{\displaystyle n!+2,n!+3,n!+4,\ldots ,n!+n}
において1番目の項は2で割り切れ、2番目の項は3で割り切れ、これが続く。よって、これはn − 1個の連続した合成数の数列であり、長さがn以上の間隔を与える隣り合う素数の間の連続した整数の列（の全体あるいは一部）になる。このことから隣り合う素数の間隔にはいくらでも大きいものが常に存在すること、すなわち、任意に与えた整数Nに対して gm ≥ N となる添字mが常に存在することが分かる。
しかし、n個の数の素数の間隔は、n!よりもずっと小さい数で生じることがある。例えば、素数の間隔が14よりも大きい最初の場所は523と541の間であるが、その一方で15!は1 307 674 368 000という非常に大きな数である。
素数の平均間隔は整数の自然対数が大きくなるにつれて長くなり、したがって関係する整数と、これに対する素数の間隔との比は小さくなる（漸近的に0になる）。これは素数定理の結果であるヒューリスティックな観点から見ると、自然対数に対する間隔の長さの比が固定の正数k以上である確率はe−kであると予想される。結果として比は任意に大きくなる。実際、整数の桁数に対する間隔の比は際限なく増加する。これはエリック・ウェストジンティウスによる結果の帰結である。
逆に、双子素数の推論は、無限に多い整数nに対してgn = 2を仮定している。

## 数値結果
通常gn / ln(pn)の値のことを、間隔gnのmerit値という。2017年9月現在、分かっている確率的素数の間隔の端の、最大の既知の素数の間隔は長さ6 582 144で、マーティン・ラーブにより発見された216,841桁の確率的素数においてであった。この間隔のmerit値は13.1829である。最大の既知の素数の間隔は長さ1 113 106であり、merit値は25.90であり、ピエール・カミ、ミシェル・ヤンセン、イェンス・K・アンデルセンにより発見された18,662桁の素数においてである。
2017年12月現在、知られている中で最大のmerit値で、かつ最初に40を超えるものは、41.938 783 73であり、87桁の素数293 703 234 068 022 590 158 723 766 104 419 463 425 709 075 574 811 762 098 588 798 217 895 728 858 676 728 143 227においてであった。この素数と次の素数の間の素数の間隔は8350である。
| Merit      | gn    | 桁数 | pn                              | 年   | 発見者        |
| ---------- | ----- | ---- | ------------------------------- | ---- | ------------- |
| 41.938 784 | 8350  | 87   | 上参照                          | 2017 | Gapcoin       |
| 39.620 154 | 15900 | 175  | 3 483 347 771 × 409#/30 − 7016  | 2017 | Dana Jacobsen |
| 38.066 960 | 18306 | 209  | 650 094 367 × 491#/2310 − 8936  | 2017 | Dana Jacobsen |
| 37.824 126 | 8382  | 97   | 512 950 801 × 229#/5610 − 4138  | 2018 | Dana Jacobsen |
| 37.005 294 | 26054 | 306  | 1 780 005 161 × 719#/30 − 17768 | 2017 | Dana Jacobsen |

gn / (ln(pn))2の値のことをクラメル・シャンクス・グランヴィル比という。素数2, 3, 7の場合の異常に高い値を無視する場合、この値の知られている最大値は素数1 693 182 318 746 371のときの0.920 638 6である。
全てのm < nに対してgm < gnの場合、gnのことを、極大の間隔(maximal gap)、または「極大の素数の間隔」という。2018年8月現在、知られている最大の極大の間隔は1550であり、バーティル・ニーマンにより発見された。これは80番目の極大の間隔であり、素数18 361 375 334 787 046 697の後に生じる。
| #  | gn  | pn          | n          |
| -- | --- | ----------- | ---------- |
| 1  | 1   | 2           | 1          |
| 2  | 2   | 3           | 2          |
| 3  | 4   | 7           | 4          |
| 4  | 6   | 23          | 9          |
| 5  | 8   | 89          | 24         |
| 6  | 14  | 113         | 30         |
| 7  | 18  | 523         | 99         |
| 8  | 20  | 887         | 154        |
| 9  | 22  | 1,129       | 189        |
| 10 | 34  | 1,327       | 217        |
| 11 | 36  | 9,551       | 1,183      |
| 12 | 44  | 15,683      | 1,831      |
| 13 | 52  | 19,609      | 2,225      |
| 14 | 72  | 31,397      | 3,385      |
| 15 | 86  | 155,921     | 14,357     |
| 16 | 96  | 360,653     | 30,802     |
| 17 | 112 | 370,261     | 31,545     |
| 18 | 114 | 492,113     | 40,933     |
| 19 | 118 | 1,349,533   | 103,520    |
| 20 | 132 | 1,357,201   | 104,071    |
| 21 | 148 | 2,010,733   | 149,689    |
| 22 | 154 | 4,652,353   | 325,852    |
| 23 | 180 | 17,051,707  | 1,094,421  |
| 24 | 210 | 20,831,323  | 1,319,945  |
| 25 | 220 | 47,326,693  | 2,850,174  |
| 26 | 222 | 122,164,747 | 6,957,876  |
| 27 | 234 | 189,695,659 | 10,539,432 |

| #  | gn  | pn                | n              |
| -- | --- | ----------------- | -------------- |
| 28 | 248 | 191,912,783       | 10,655,462     |
| 29 | 250 | 387,096,133       | 20,684,332     |
| 30 | 282 | 436,273,009       | 23,163,298     |
| 31 | 288 | 1,294,268,491     | 64,955,634     |
| 32 | 292 | 1,453,168,141     | 72,507,380     |
| 33 | 320 | 2,300,942,549     | 112,228,683    |
| 34 | 336 | 3,842,610,773     | 182,837,804    |
| 35 | 354 | 4,302,407,359     | 203,615,628    |
| 36 | 382 | 10,726,904,659    | 486,570,087    |
| 37 | 384 | 20,678,048,297    | 910,774,004    |
| 38 | 394 | 22,367,084,959    | 981,765,347    |
| 39 | 456 | 25,056,082,087    | 1,094,330,259  |
| 40 | 464 | 42,652,618,343    | 1,820,471,368  |
| 41 | 468 | 127,976,334,671   | 5,217,031,687  |
| 42 | 474 | 182,226,896,239   | 7,322,882,472  |
| 43 | 486 | 241,160,624,143   | 9,583,057,667  |
| 44 | 490 | 297,501,075,799   | 11,723,859,927 |
| 45 | 500 | 303,371,455,241   | 11,945,986,786 |
| 46 | 514 | 304,599,508,537   | 11,992,433,550 |
| 47 | 516 | 416,608,695,821   | 16,202,238,656 |
| 48 | 532 | 461,690,510,011   | 17,883,926,781 |
| 49 | 534 | 614,487,453,523   | 23,541,455,083 |
| 50 | 540 | 738,832,927,927   | 28,106,444,830 |
| 51 | 582 | 1,346,294,310,749 | 50,070,452,577 |
| 52 | 588 | 1,408,695,493,609 | 52,302,956,123 |
| 53 | 602 | 1,968,188,556,461 | 72,178,455,400 |
| 54 | 652 | 2,614,941,710,599 | 94,906,079,600 |

| #  | gn    | pn                         | n                       |
| -- | ----- | -------------------------- | ----------------------- |
| 55 | 674   | 7,177,162,611,713          | 251,265,078,335         |
| 56 | 716   | 13,829,048,559,701         | 473,258,870,471         |
| 57 | 766   | 19,581,334,192,423         | 662,221,289,043         |
| 58 | 778   | 42,842,283,925,351         | 1,411,461,642,343       |
| 59 | 804   | 90,874,329,411,493         | 2,921,439,731,020       |
| 60 | 806   | 171,231,342,420,521        | 5,394,763,455,325       |
| 61 | 906   | 218,209,405,436,543        | 6,822,667,965,940       |
| 62 | 916   | 1,189,459,969,825,483      | 35,315,870,460,455      |
| 63 | 924   | 1,686,994,940,955,803      | 49,573,167,413,483      |
| 64 | 1,132 | 1,693,182,318,746,371      | 49,749,629,143,526      |
| 65 | 1,184 | 43,841,547,845,541,059     | 1,175,661,926,421,598   |
| 66 | 1,198 | 55,350,776,431,903,243     | 1,475,067,052,906,945   |
| 67 | 1,220 | 80,873,624,627,234,849     | 2,133,658,100,875,638   |
| 68 | 1,224 | 203,986,478,517,455,989    | 5,253,374,014,230,870   |
| 69 | 1,248 | 218,034,721,194,214,273    | 5,605,544,222,945,291   |
| 70 | 1,272 | 305,405,826,521,087,869    | 7,784,313,111,002,702   |
| 71 | 1,328 | 352,521,223,451,364,323    | 8,952,449,214,971,382   |
| 72 | 1,356 | 401,429,925,999,153,707    | 10,160,960,128,667,332  |
| 73 | 1,370 | 418,032,645,936,712,127    | 10,570,355,884,548,334  |
| 74 | 1,442 | 804,212,830,686,677,669    | 20,004,097,201,301,079  |
| 75 | 1,476 | 1,425,172,824,437,699,411  | 34,952,141,021,660,495  |
| 76 | 1,488 | 5,733,241,593,241,196,731  | 135,962,332,505,694,894 |
| 77 | 1,510 | 6,787,988,999,657,777,797  | 160,332,893,561,542,066 |
| 78 | 1,526 | 15,570,628,755,536,096,243 | 360,701,908,268,316,580 |
| 79 | 1,530 | 17,678,654,157,568,189,057 | 408,333,670,434,942,092 |
| 80 | 1,550 | 18,361,375,334,787,046,697 | 423,731,791,997,205,041 |
|    |       |                            |                         |

## さらなる結果

### 上限
1852年に証明されたベルトランの仮説は、kと2kの間には必ず素数があり、よって特にpn+1 < 2pnであることは、gn < pnを意味するという内容である。
1896年に証明された素数定理は、十分大きい素数では素数pと次の素数との間の間隔の平均長は漸近的にln(p)に近づくという内容である。実際の間隔の長さはこれよりもずっと大きいことや小さいことがあるが、素数定理から素数の間隔の長さの上限を推論することができる。
すべての{\displaystyle \epsilon >0}に対して、すべての{\displaystyle n>N}で
{\displaystyle g_{n}<p_{n}\epsilon }
であるような数{\displaystyle N}がある。
また、素数に比例して間隔が任意に小さくなることも推論できる。比
{\displaystyle \lim _{n\to \infty }{\frac {g_{n}}{p_{n}}}=0.}
となる。
グイド・ホハイゼル (1930年) は
{\displaystyle \pi (x+x^{\theta })-\pi (x)\sim {\frac {x^{\theta }}{\log(x)}}{\text{ as }}x\to \infty ,}
であるような定数θ < 1が存在することを初めて示し、それゆえ十分大きいnに対して
{\displaystyle g_{n}<p_{n}^{\theta },\,}
であることを示した。
ホハイゼルはθで可能な値32999/33000を得た。これはハンス・ハイルブロンにより249/250と改善され、ニコライ・チュダコフにより任意のε > 0に対してθ = 3/4 + εとした。
主な進歩はアルバート・イングハムによる。彼はいくつかの正の定数cに対して
{\displaystyle \zeta (1/2+it)=O(t^{c})\,}であるとき、任意の{\displaystyle \theta >(1+4c)/(2+4c)}に対して{\displaystyle \pi (x+x^{\theta })-\pi (x)\sim {\frac {x^{\theta }}{\log(x)}}}
と示した。ここでOはランダウの記号、ζはリーマンゼータ関数、πは素数計数関数である。任意のc > 1/6が許容されることが分かっていれば、θが5/8より大きい任意の数値であることが分かる。
イングハムの結果の直接の結果は、nが十分大きい場合、n3と(n + 1)3の間に必ず素数が存在するということである。アーンスト・リンデレフの仮説はイングハムの式がcの任意の正の数に対しても成り立つことを暗に示すが、十分大きいnに対してn2と(n + 1)2の間に素数が存在することを暗示するには十分ではないであろう（ルジャンドル予想参照）。
マーティン・ハクスリーは1972年にθ = 7/12 = 0.58(3)を選択してもよいことを示した。
2001年のR.C.ベイカー、グリン・ハーマン、ヤノス・ピンツによる結果では、θは0.525ととられる可能性があることを示した。
2005年、ダニエル・ゴールドストン,ヤノス・ピンツ, ジェム・ユルドゥルムは
{\displaystyle \liminf _{n\to \infty }{\frac {g_{n}}{\log p_{n}}}=0}
を証明し、2年後これを改良し、
{\displaystyle \liminf _{n\to \infty }{\frac {g_{n}}{{\sqrt {\log p_{n}}}(\log \log p_{n})^{2}}}<\infty .}
とした。
2013年、張益唐は
{\displaystyle \liminf _{n\to \infty }g_{n}<7\cdot 10^{7},}
を証明した。これは70 000 000を超えない間隔が無限にあるという意味である。張の境界を最適化するPolymathプロジェクトの共同作業により、2013年7月20日に境界を4680まで下げることに成功した。2013年11月、ジェームズ・メイナードはGPYふるいを新たに改善したものを導入し、境界を600まで下げ、任意のmについて、それぞれがm個の素数を含む解釈が無限である境界間隔が存在することを示した。メイナードの考えを用いて、Polymathプロジェクトは境界を246に改良した。エリオット・ハルバースタム予想とその一般形を仮定すると、Nはそれぞれ12と6に減少される。

### 下限
1931年、エリック・ウェストジンティウスは極大の素数の間隔は対数的よりも大きくなることを証明した。
{\displaystyle \limsup _{n\to \infty }{\frac {g_{n}}{\log p_{n}}}=\infty .}
である。1938年、ロバート・ランキンは、無限に大きいnに対して
{\displaystyle g_{n}>{\frac {c\log n\log \log n\log \log \log \log n}{(\log \log \log n)^{2}}}}
が成り立つ定数c > 0が存在することを示し、ウェストジンティウスとポール・エルデシュの結果を改良した。彼はのちに任意の定数c < eγ（γはオイラーの定数）を取ることができることを示した。1997年に定数cの値は2eγ以下の任意の値に改良された。
ポール・エルデシュは、上記の不等式の定数cが任意に大きく取れることの証明および反証に対して1万ドルの賞金を提供した。これは2014年にケビン・フォード、ベン・グリーン、セルゲイ・コンヤギン、テレンス・タオとジェームズ・メイナードにより独立に正しいことが証明された。
この結果はさらにフォード、グリーン、コンヤギン、テレンス・タオにより、無限に大きいnに対して
{\displaystyle g_{n}>{\frac {c\log n\log \log n\log \log \log \log n}{\log \log \log n}}}
と改良された。
エルデシュの最初の賞の精神でテレンス・タオはこの不等式でcが任意に大きくとられる可能性があるという証明に対して1万ドルを提供した。
素数の連鎖の下限も決定されている。

## 素数の間隔の予想

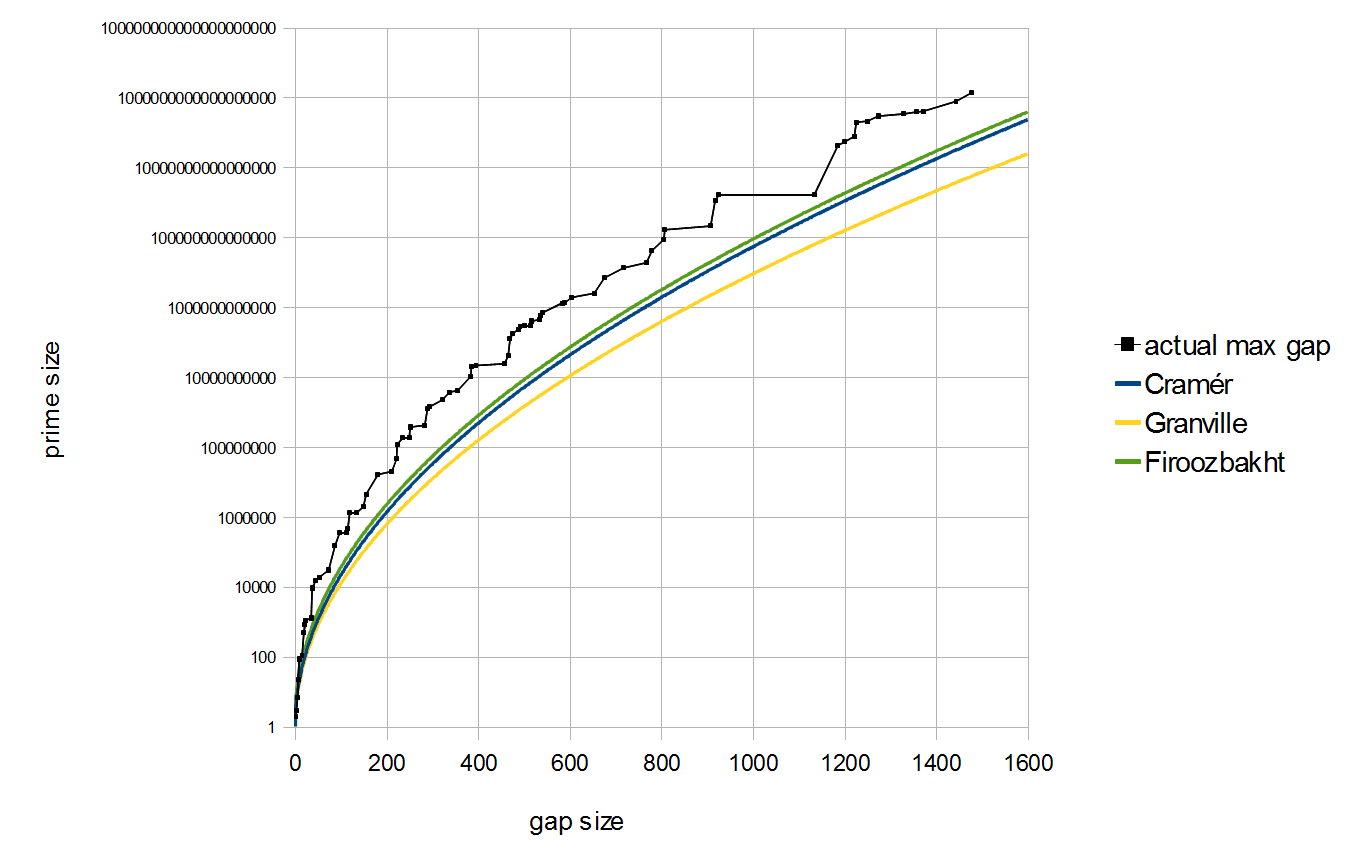
素数の間隔関数

リーマン予想のもとではさらに良い結果が得られる。ハラルド・クラメールはリーマン予想が、間隔gnはランダウの記号を用いて
{\displaystyle g_{n}=O({\sqrt {p_{n}}}\log p_{n}),}
であることを暗示していることを証明した。のちに、この間隔はさらに小さいと予想した。おおまかに言うと、クラメールの予想は
{\displaystyle g_{n}=O\left((\log p_{n})^{2}\right).}
という内容である。Firoozbakhtの予想は{\displaystyle p_{n}^{1/n}}（{\displaystyle p_{n}}はn番目の素数）はnの厳密に減少する関数である。すなわち、
{\displaystyle p_{n+1}^{1/(n+1)}<p_{n}^{1/n}{\text{ for all }}n\geq 1.}
である。この予想が真である場合、関数{\displaystyle g_{n}=p_{n+1}-p_{n}}は {\displaystyle g_{n}<(\log p_{n})^{2}-\log p_{n}{\text{ for all }}n>4.}を満たす。これはクラメールの予想の強い形を暗示しているが、GranvilleとPintzのヒューリスティックとは矛盾している。これは任意の{\displaystyle \varepsilon >0}に対して{\displaystyle g_{n}>{\frac {2-\varepsilon }{e^{\gamma }}}(\log p_{n})^{2}}が無限回起こる（{\displaystyle \gamma }はオイラーの定数）
その一方、Oppermannの予想はクラメールの予想より弱い。Oppermannの予想で予想される間隔は
{\displaystyle g_{n}<{\sqrt {p_{n}}}.}
のオーダーである。結果としてOppermannの予想の元では、全ての自然数{\displaystyle n>m}に対して{\displaystyle g_{n}<{\sqrt {p_{n}}}.}を満たす{\displaystyle m}（おそらく{\displaystyle m=30}）が存在する。
Oppermannの予想よりも弱いAndricaの予想は
{\displaystyle g_{n}<2{\sqrt {p_{n}}}+1.}
という内容である。これは連続する平方数の間には素数が必ずあるというルジャンドル予想よりは少し強い。
Polignacの予想は、全ての正の偶数kが無限の頻度で素数の間隔として生じるという内容である。k = 2の場合は双子素数予想である。この予想は特定のkの値についてはまだ証明されておらず、反証もされていないが、張益唐の結果は少なくとも1つ（現在のところ未知）の7千万より小さいkの値については真であることが証明されている。上で議論されたように、この上限は246に改良された。

## 数論的関数として
n番目の素数と(n+1)番目の素数の間の間隔gnは数論的関数の1例である。この文脈では通常dnで表され、素数差分関数(prime difference function)と呼ばれる。この関数は乗法的関数でも加法的関数でもない。

## 関連文献
- Guy, Richard K. (2004). Unsolved problems in number theory (3rd ed.). Springer-Verlag. ISBN 978-0-387-20860-2. Zbl 1058.11001
  - リチャード・ガイ『数論における未解決問題集』一松信 監訳、シュプリンガー・フェアラーク東京、1983年1月。ISBN 978-4-431-70584-0。 - 注釈：旧版。
  - リチャード・K・ガイ 著、金光滋 訳『数論〈未解決問題〉の事典』朝倉書店、2010年11月。ISBN 978-4-254-11129-3。 - 注釈：原タイトル：Unsolved Problems in Number Theory 原著第3版の翻訳。
- Soundararajan, Kannan (2007). “Small gaps between prime numbers: the work of Goldston-Pintz-Yıldırım”. Bull. Am. Math. Soc.. New Series 44 (1):  1–18. arXiv:math/0605696. doi:10.1090/s0273-0979-06-01142-6. Zbl 1193.11086.
- Mihăilescu, Preda (June 2014). “On some conjectures in additive number theory”. Newsletter of the European Mathematical Society (92):  13–16. doi:10.4171/NEWS. hdl:2117/17085. ISSN 1027-488X.